# Michael Steinlechner
Michael Steinlechner (* 24. April 1987 in Schwaz) ist ein ehemaliger österreichischer Fußballspieler.

## Karriere
Steinlechner begann seine Karriere in seiner Heimatstadt beim SC Schwaz. 2006 wechselte er zum Regionalligisten WSG Wattens. In seiner Debütsaison wurde Wattens Dritter in der Regionalliga West. In den folgenden Jahren spielte man immer um den Aufstieg mit, scheiterte jedoch in den Saisonen 2010/11 und 2011/12 in der Relegation. Im Sommer 2013 wurde er an den Bundesligisten FC Wacker Innsbruck verliehen. Für Wacker gab er im August 2013 sein Debüt in der Bundesliga, als er am 7. Spieltag der Saison 2013/14 im Spiel gegen den FK Austria Wien in der Schlussphase eingewechselt wurde. Nachdem er mit Wacker in die Zweitklassigkeit abgestiegen war, kehrte er zu Wattens zurück. Mit Wattens konnte er 2015/16 schließlich Meister in der Regionalliga West werden und somit in den Profifußball aufsteigen.
Zur Saison 2018/19 wechselte er zum fünftklassigen SV Fügen, mit dem er zu Saisonende in die Tiroler Liga aufstieg. Im Sommer 2022 beendete er seine Karriere.

## Persönliches
Sein Vater Hermann (* 1957) war ebenfalls Fußballspieler.